# Langue de l'éducation au Québec
Pour un article plus général, voir Politique linguistique du Québec.
La langue de l'éducation au Québec est généralement le français, mais plusieurs institutions enseignent en anglais. Dans le cadre de la 
politique linguistique du Québec, la langue de l'éducation est l'objet de plusieurs encadrements, notamment dans la Charte de la langue française. Au niveau primaire et secondaire, l'accès aux écoles anglaises est limitée, tandis qu'au niveau collégial et universitaire, les étudiants ont le libre-choix.
La langue d'éducation a été l'objet de nombreux débats politiques et judiciaires depuis un demi-siècle. À la fin des années 1960, les premières lois sur la langue d'enseignement avive le débat sur le statut politique du Québec. Dans les années 1970, la Loi sur la langue officielle, puis la Charte de la langue française viennent baliser l'accès aux écoles primaires et secondaires anglaises. Toutefois, dans les années 2000, la Cour suprême du Canada a progressivement ouvert l'accès à ces écoles.

## Langue d'enseignement
L'encadrement de la langue d'enseignement varie selon le niveau d'enseignement.

### Préscolaire, primaire et secondaire
| École publique ou école privée subventionnée | École publique ou école privée subventionnée | École privée non subventionnée | École privée non subventionnée |
| Française                                    | Anglaise | Française                      | Anglaise                       |
| -------------------------------------------- | --- | ------------------------------ | ------------------------------ |
| Quiconque y a accès                          | Accès restreint aux : - enfants (de parents canadiens) qui ont eu la majeure partie de leur éducation primaire ou secondaire en anglais au Canada ; - enfants dont au moins un parent est canadien et a reçu la majeure partie de son éducation primaire et secondaire en anglais au Canada ; - frères et sœurs des enfants y ayant accès ; - enfants bénéficiant d'une autorisation spéciale. | Quiconque y a accès            | Quiconque y a accès            |

« Toute personne admissible à l’enseignement au Québec a droit de recevoir cet enseignement en français. »

— Charte de la langue française, Article 6
Dans le réseau public et privé subventionné, tous les élèves doivent normalement aller à l'école préscolaire, primaire et secondaire en français. Une exception existe toutefois pour la communauté historique anglophone, qui a droit à des écoles distinctes où l'enseignement se donne en anglais.
L'accès aux écoles anglophones est limité. Normalement, seuls les parents ayant fait la majorité de leur éducation primaire et secondaire en anglais au Canada peuvent envoyer leurs propres enfants dans le réseau public et privé subventionné anglophone.
Ainsi, l'enfant doit obtenir une déclaration d'admissibilité à l'école anglaise. La limitation de l'accès à l'école anglaise vise à éviter que les immigrants au Québec envoient leurs enfants à l'école anglaise érodant ainsi la place de la langue française au Québec. Pour obtenir une déclaration d'admissibilité à l'école anglaise, l'enfant doit répondre à certains critères (voir tableau ci-contre).
Toutefois, il n'y a aucune restriction d'accès aux écoles privées qui ne reçoivent aucune subvention de l'État.
Depuis l'adoption de la loi 118 en 2000, le réseau public des écoles primaires et secondaires au Québec est fait en fonction de la langue d'enseignement. La gestion des écoles publiques est confiée à 72 commissions scolaires francophones, anglophones ou de langues autochtones. Il existe ainsi 60 commissions scolaires francophones, 9 anglophones et 3 à statut particulier (c'est-à-dire 2 commissions scolaires qui enseignent en langue amérindienne et une commissaire scolaire bilingue). Ces commissions scolaires gèraient, en 2014, 2 728 écoles (2 152 françaises, 307 anglaises et 269 dans plus d'une langue). Le réseau privé quant à lui ne fait pas partie des commissions scolaires. Il compte 353 écoles (235 francophones, 53 anglophones et 65 à plus d'une langue).

### Collégial
La langue d'enseignement dans les établissements collégiaux au Québec dépend de chaque établissement. Contrairement aux écoles primaires et secondaires, chaque personne peut choisir d'aller dans un établissement collégial francophone ou anglophone. En 2013, il y avait 99 établissements collégiaux francophones, et 9 anglophones.

### Universitaire
La langue d'enseignement dans les universités québécoises dépend de chaque établissement. Chaque personne peut choisir d'aller dans un établissement universitaire francophone ou anglophone. En 2013, il y avait 15 universités francophones et 3 anglophones.
Les universités doivent toutefois obligatoirement avoir une politique linguistique. Cette politique doit traiter de  la langue d'enseignement (y compris les manuels) et de la langue de communication de l'administration de l'université. Elle doit aussi porter sur la langue de travail, la qualité du français chez le personnel et sa maîtrise par les étudiants. Pour les universités anglophones (Université McGill, Université Concordia et Université Bishop), la politique porte sur l'apprentissage du français comme langue seconde.
| Réseau francophone    | Réseau francophone | Réseau anglophone     | Réseau anglophone  |
| Nombre d'institutions | Nombre d'étudiants | Nombre d'institutions | Nombre d'étudiants |
| --------------------- | ------------------ | --------------------- | ------------------ |
|                       |                    |                       |                    |